# Милатович, Яков
Яков Милатович (черног. Јаков Милатовић / Jakov Milatović; род. 7 декабря 1986, Титоград) — черногорский политический и государственный деятель, президент Черногории с 20 мая 2023 года. С 4 декабря 2020 по 28 апреля 2022 года занимал должность министра экономики и экономического развития в правительстве Здравко Кривокапича. Сооснователь правоцентристского движения «Европа сейчас!».

## Биография

### Ранние годы и образование
Родился 7 декабря 1986 года в Титограде, столице Социалистической Республики Черногория. Начальное и среднее образование получил в гимназии «Слободан Шкерович». Учился на бакалавриате Факультета экономики Университета Черногории. Степень магистра экономики получил в Оксфордском университете в 2013 году. Являлся получателем стипендии Чивнинг и стипендиатом фонда Конрада Аденауэра. Милатович владеет английским, итальянским и испанским языками.

### Карьера в экономике
Яков Милатович начал трудовую деятельность в банке NLB, в отделе по управлению рисками, а затем в Deutsche Bank во Франкфурте в отделе по оценке кредитного риска, специализирующемся на центральноевропейских и восточноевропейских государствах. С 2014 года работал в Европейском банке реконструкции и развития, в отделе экономического и политического анализа, сначала как экономический аналитик по региону Юго-Восточная Европа, а затем как экономист, специализирующийся на проблемах государств западной части Балканского полуострова. В 2018 году получил повышение до должности главного экономиста по странам-членам Европейского союза, включая Румынию, Болгарию, Хорватию и Словению.

### Политическая карьера
После парламентских выборов 30 августа 2020 года право сформировать правительство впервые за 30 лет перешло от Демократической партии социалистов Черногории к оппозиции. Яков Милатович был назначен на должность министра экономики и экономического развития в новом правительстве под руководством Здравко Кривокапича и приступил к исполнению обязанностей вместе со всем правительством 4 декабря 2020 года. Вместе с министром финансов Милойко Спаичем проводил амбициозную экономическую программу «Европа сейчас», целью которой ставилось повышение социальной справедливости и уровня жизни граждан, в частности посредством увеличения минимальной заработной платы, уменьшения налогов на доходы и введения прогрессивной шкалы налогообложения. В ранге министра экономики Яков Милатович возглавлял делегацию Черногории на XXIV Петербургском международном экономическом форуме в 2021 году.
4 февраля 2022 года Скупщина вынесла вотум недоверия правительству Здравко Кривокапича. Яков Милатович продолжал исполнять обязанности министра экономики до утверждения правительства Дритана Абазовича 28 апреля 2022 года, после чего ушёл в отставку.
В сентябре 2022 года бывшие министры правительства Здравко Кривокапича Милойко Спаич и Яков Милатович основали правоцентристское движение «Европа сейчас!» как альтернативу для проевропейски настроенных граждан, не поддерживающих правящую 30 лет Демократическую партию социалистов Черногории, но и не испытывающих энтузиазма по отношению к существующим оппозиционным силам, таким как Демократический фронт, Социалистическая народная партия Черногории и «Единая Черногория», выступающих с просербски ориентированной программой.
23 октября 2022 года движение «Европа сейчас!» дебютировало на местных выборах, которые прошли в 14 из 25 общин Черногории. В 8 муниципалитетах движение смогло провести своих выдвиженцев в местные законодательные собрания, а в 5 из них (Даниловград, Колашин, Подгорица, Плевля, Тиват) оппозиционным партиям удалось получить больше мандатов по сравнению с Демократической партией социалистов Черногории и её союзниками и сформировать местные правительства. В общинах Даниловград и Подгорица движение «Европа сейчас!» заняло второе место (после ДСПЧ) и при поддержке других оппозиционных сил сможет назначить мэров общин. Яков Милатович возглавлял избирательный список движения «Европа сейчас!» на выборах в законодательное собрание столицы Подгорицы. Однако окончательные итоги выборов в Подгорице, после объявления которых новое законодательное собрание могло бы приступить к работе и избрать мэра города, так и не были подведены. После дня голосования участники выборов обратились с жалобами на предполагаемые нарушения в суд, дойдя до Конституционного суда. Однако после нескольких отставок судей в Конституционном суде отсутствовал кворум для принятия решений, поэтому жалобы не могли быть рассмотрены, а результаты голосования утверждены. Только 27 февраля 2023 года Скупщина Черногории смогла решить проблему отсутствия кворума, назначив трёх судей Конституционного суда.
В феврале 2023 года движение «Европа сейчас!» выдвинуло своего председателя Милойко Спаича кандидатом на должность президента Черногории на выборах 2023 года. Однако из-за предполагаемого второго сербского гражданства Государственная избирательная комиссия дисквалифицировала Милойко Спаича и дала возможность движению «Европа сейчас!» предложить другого кандидата. 23 февраля 2023 года движение выдвинуло на президентские выборы заместителя председателя Якова Милатовича. 4 марта путём жеребьёвки определено, что Яков Милатович будет вторым в избирательном бюллетене.
В первом туре президентских выборов, прошедшем 19 марта 2023 года, Милатович занял второе место, получив 29,2 % голосов, и вышел во второй тур, став соперником действующего президента Мило Джукановича. Победил во втором туре выборов президента республики, прошедшем 2 апреля 2023 года.
В феврале 2024 года покинул все посты в движении «Европа сейчас» и вышел из партии, заявив, что «нынешний образ работы противоречит тем обещаниям и ценностям, которые я разделял при создании движения».

## Политические взгляды
По словам Милатовича, он голосовал за независимость Черногории на референдуме 2006 года о выходе страны из Государственного союза Сербии и Черногории. Поддерживает сохранение членства Черногории в Организации Североатлантического договора и присоединение страны к Европейскому союзу. В то же время Яков Милатович выступает за налаживание отношений с Сербией и критикует разжигание антисербских настроений в обществе.

## Личная жизнь и религия
Милатович женат; у пары трое детей. Он принадлежит к Сербской православной церкви и был крещён в монастыре Острог.

## Награды
- Большой крест на цепи ордена «За заслуги перед Итальянской Республикой» (2025 год, Италия)[40][41]